# Argentomagus
Argentomagus est un oppidum du peuple gaulois des Bituriges qui a été occupé par les Romains. Il est situé sur le territoire de la commune de Saint-Marcel (près d'Argenton-sur-Creuse), dans le département de l'Indre, en région Centre-Val de Loire.

## Site
Le site se trouve dans le sud de la commune de Saint-Marcel, à environ 1 km au nord du centre d'Argenton-sur-Creuse, en rive droite (côté nord) de la Creuse (affluent de la Vienne) et 4 km en amont de la confluence de la Bouzanne.
L'oppidum, situé sur le plateau des Mersans, occupe une position privilégiée entre la Creuse et plusieurs axes routiers.

## Toponymie
De nombreux sites gaulois et gallo-romains, tels que ceux d'Argenton-les-Vallées (département des Deux-Sèvres), d'Argenton-l'Église, Argentonnay, Argenton-Notre-Dame (dans la Mayenne), Argenton (département de Lot-et-Garonne), ou encore Argentan (dans l'Orne), possèdent la même racine toponymique.
Le site protohistorique, puis gallo-romain d'Argentomagus (civitas des Bituriges Cubi), procède de ce type et dérive du gaulois Argantomagos, littéralement « marché de l'argent ». Jean-Marie Pailler établit ainsi, en particulier pour le site de l'Orne et celui du Cher, un lien direct entre ces noms de lieux et la quantité de monnaies gauloises et romaines que les fouilles y ont mise en évidence. Selon la thèse de Pailler :

« Tout se passe comme si ce deuxième point, où l’on a retrouvé quelques fortifications d'époque romaine, avait servi de lieu de contrôle du passage de la « route de l'étain » (ajoutons : « et de l’or ») dans la « plaine-marché » d'Argantomagos/Argentan. En quelque sorte symétrique d'Argentan du côté sud, sur le territoire d'Allonnes (Sarthe, près du Mans, chez les Aulerques Cénomans), se trouve un lieu-dit Argenton. Le site est à 1 km à l'ouest du gué de Chaoué sur la Sarthe et à proximité immédiate du sanctuaire de Mars Mullo, dans une zone d’occupation assez dense de La Tène B2 et C2, où ont été observés et étudiés notamment des puits et des fosses. Il peut s'être agit d’une « plaine-marché de l’or », d'où les produits métalliques, sans doute en provenance de l'exploitation de Rouez, étaient facilement acheminés jusqu’à la Loire ou, par le gué, vers le nord-est, plus au cœur de la région cénomane. »

— Jean-Marie Pailler, 2006, p. 219.

## Histoire

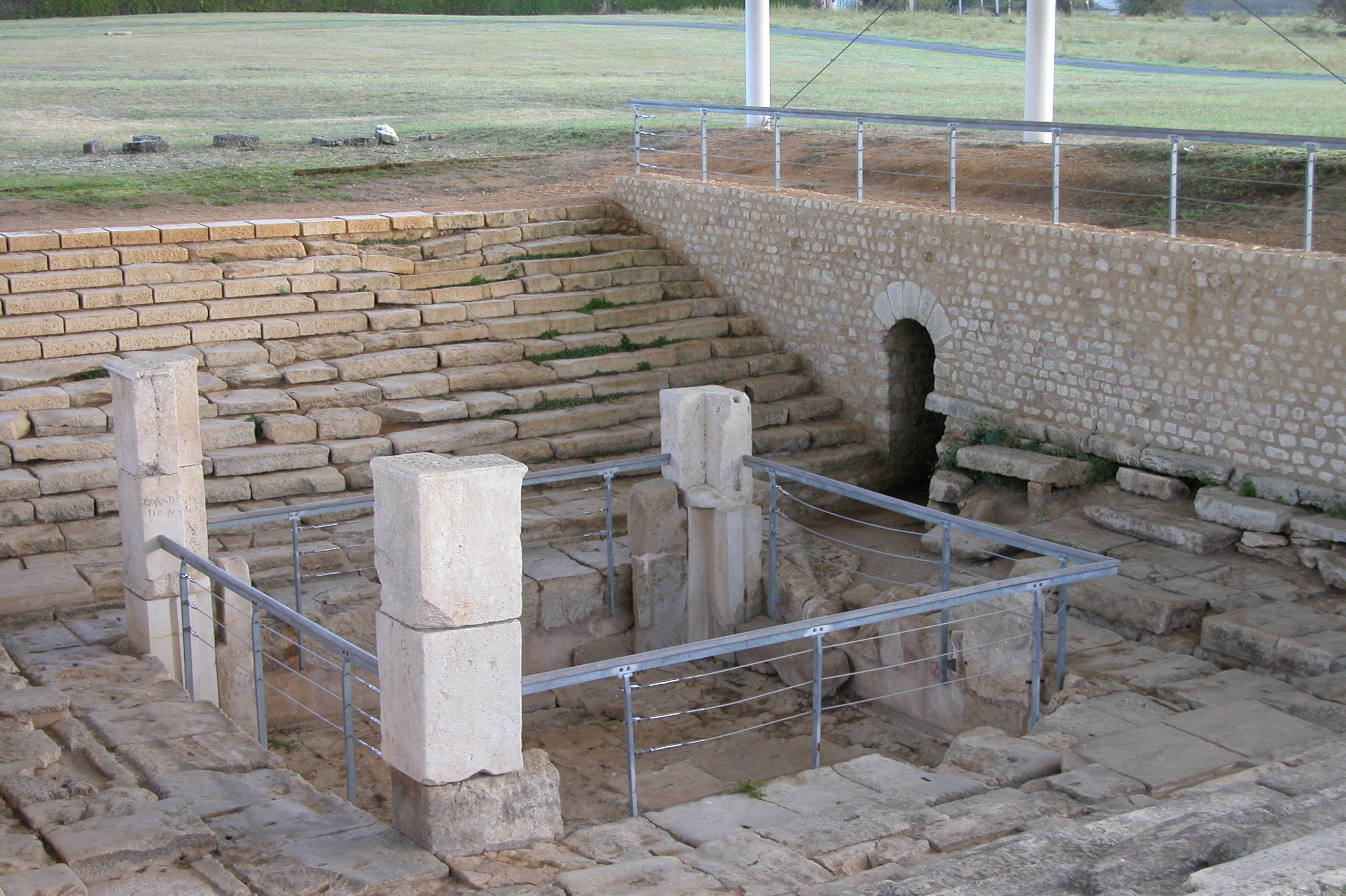
La fontaine, en 2009.

Au début de l'occupation romaine, le site d'Argentomagus appartenait au peuple des Bituriges Cubes. Les Romains ont conquis la région vers 50 avant notre ère. La ville a atteint son apogée au cours de la période gallo-romaine des IIe et IIIe siècles.
Les premières recherches sur l'agglomération antique datent de 1566 avec une description de la partie encore visible des lieux par Jean Chaumeau. Mais les premières fouilles ne sont réalisées qu'en 1820 à la demande du préfet de l'Indre.
L'édifice est inscrit au titre des monuments historiques le 5 avril 1990.

## Vestiges
On trouve comme vestiges :
- l'oppidum ;
- les thermes ;
- le pont romain ;
- l'amphithéâtre (non fouillé);

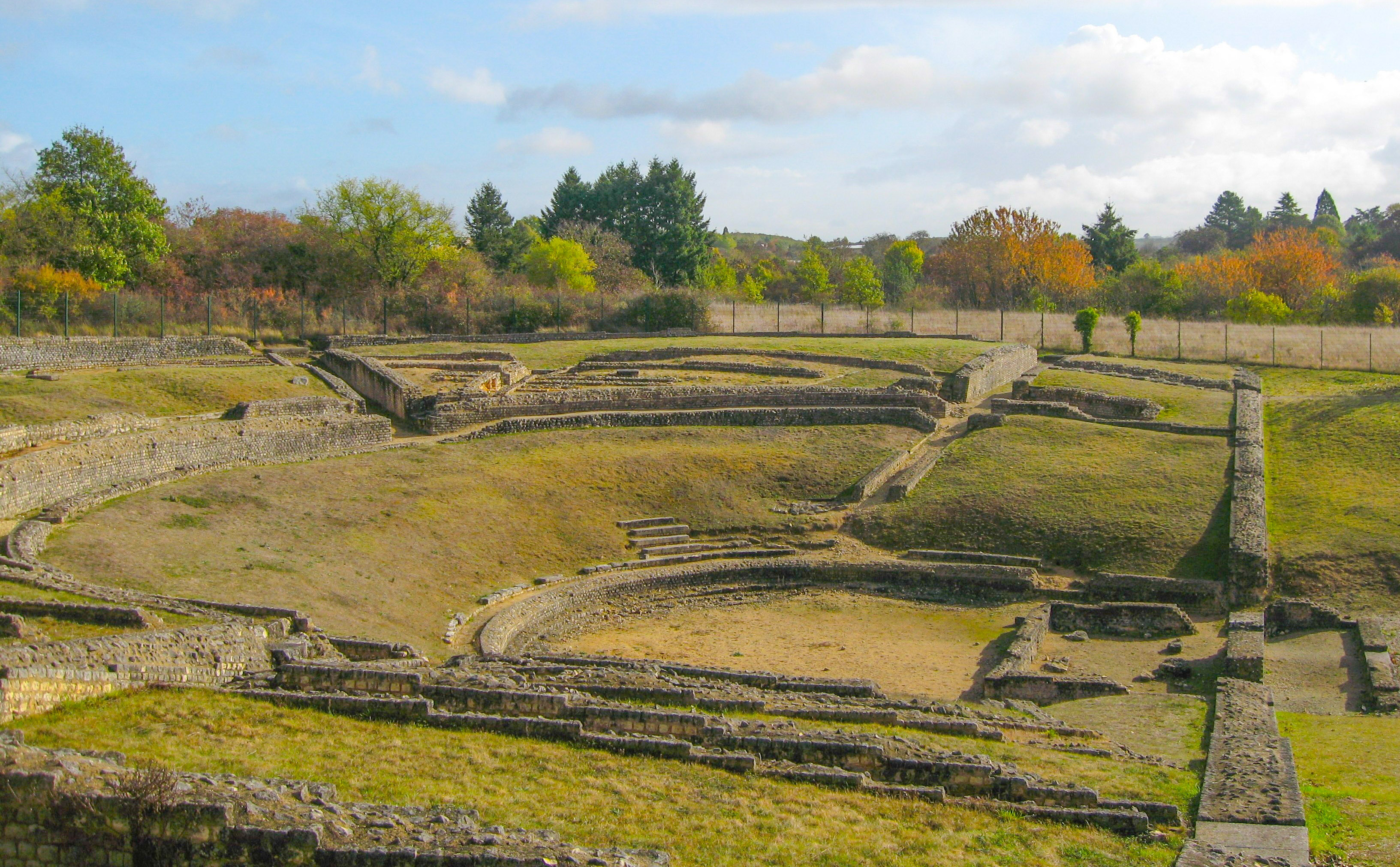
Théâtre romain.

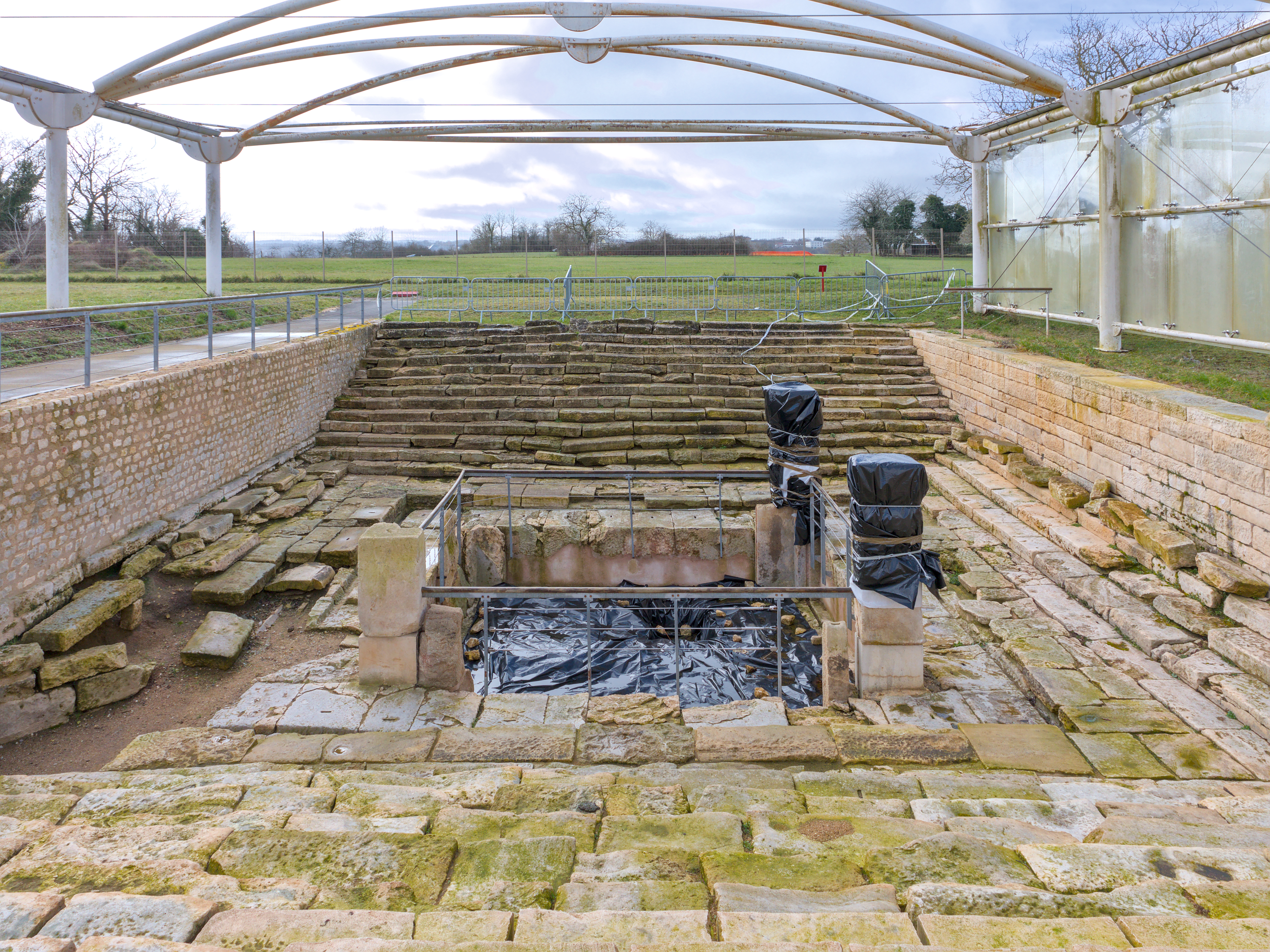
Fontaine monumentale.

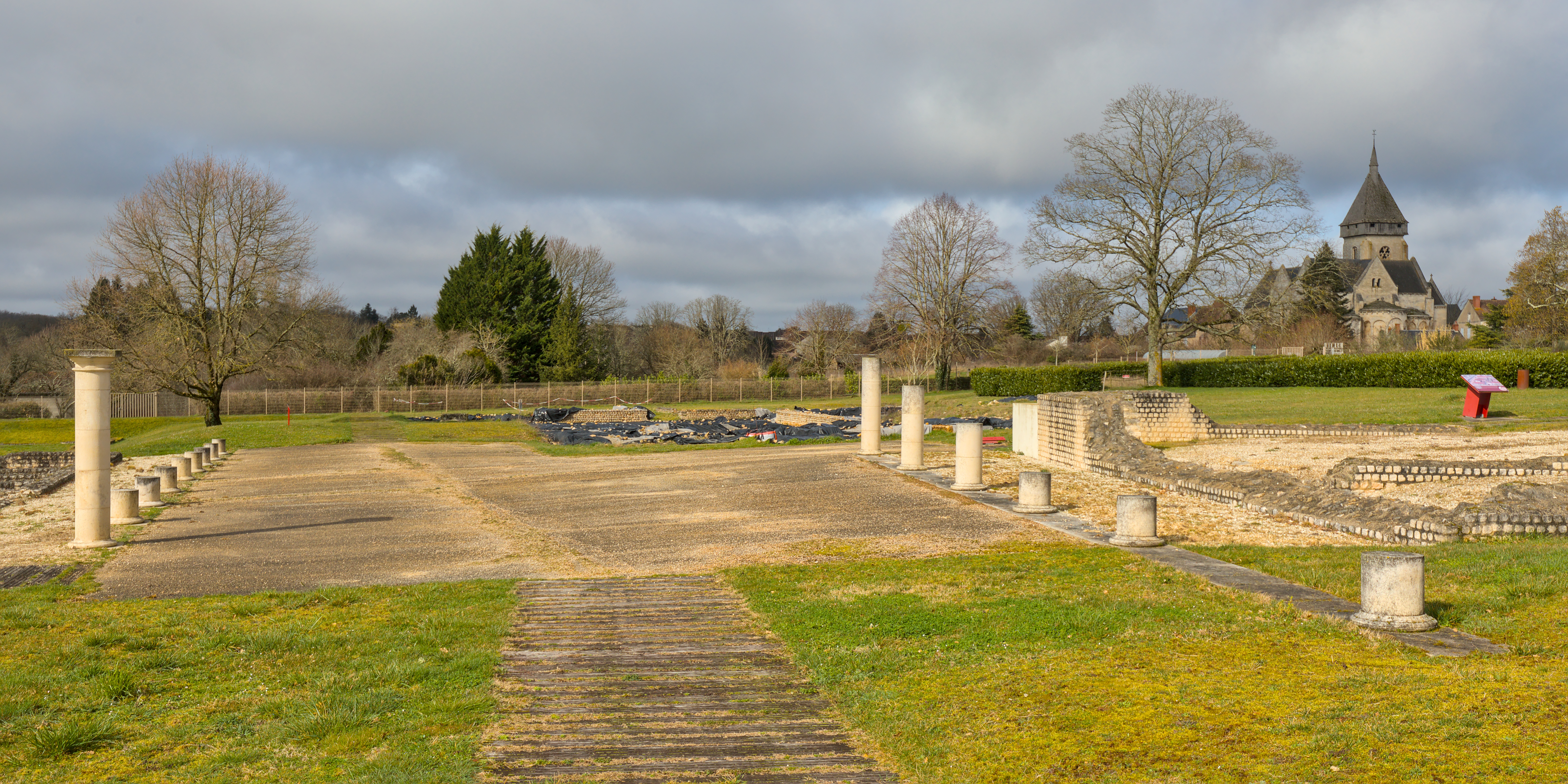
La « rue des Portiques » entre les vestiges de colonnes romaines, et l'église Saint-Marcel au fond à droite.

- le théâtre, qui pouvait accueillir 6 à 7 000 spectateurs ;
- les remparts ;
- les temples ;
- la fontaine monumentale de forme carrée, à laquelle on accède par deux escaliers ;
- la nécropole ;
- la maison de Quintus.

## Musée
Le musée archéologique de Saint-Marcel fut ouvert en 1990 et expose les objets mis au jour sur le site. Parmi ces objets on peut voir des statuettes, des pièces, des jouets, des décors muraux et des poteries. L'une d'elles, une olla de terre noire porte l'inscription gallo-latine : « VERGOBRETOS READDAS ». Cela signifie : « le vergobret a fait le sacrifice ».

### Expositions
- Dieux merci ! Dévots et offrandes en Gaule romaine.